# Marine Le Pen
Marine Le Pen (ur. 5 sierpnia 1968 w Neuilly-sur-Seine) – francuska polityk i prawniczka, w latach 2003–2011 wiceprzewodnicząca, a od 2011 do 2021 przewodnicząca Frontu Narodowego/Zjednoczenia Narodowego (FN/RN), deputowana do Parlamentu Europejskiego VI, VII i VIII kadencji, posłanka do Zgromadzenia Narodowego. Kandydatka w wyborach prezydenckich w 2012, 2017 i 2022.

## Życiorys
Jest córką Jeana-Marie Le Pena, założyciela i pierwszego przewodniczącego FN (1972–2011). Z wykształcenia prawniczka, absolwentka Uniwersytetu Paryż II. W 1991 uzyskała dyplom pomagisterskich studiów z zakresu prawa karnego. Od 1992 praktykowała jako adwokat w Paryżu.
W drugiej połowie lat 90. weszła w skład władz Frontu Narodowego, nacjonalistycznego i eurosceptycznego ugrupowania założonego i kierowanego przez jej ojca, Jean-Marie Le Pena. Z ramienia Frontu Narodowego uzyskiwała mandaty radnej departamentu Nord i regionu Île-de-France. Kierowała działem prawnym FN, od 2003 pełniła funkcję wiceprzewodniczącej partii. W 2004 została wybrana posłanką do Parlamentu Europejskiego. Pięć lat później skutecznie ubiegała się o reelekcję.
W 2007 prowadziła prezydencką kampanię wyborczą swojego ojca. Była wymieniana jako główny kandydat do przejęcia po nim przywództwa we Froncie Narodowym. 16 stycznia 2011 stanęła na czele Frontu Narodowego, zastępując na tym stanowisku swojego ojca.
Marine Le Pen wystartowała w wyborach prezydenckich w 2012. W głosowaniu z 22 kwietnia 2012 otrzymała około 6,4 miliona głosów (17,90%), zajmując 3. miejsce wśród 10 kandydatów i przegrywając w pierwszej turze.
W 2014 kierowany przez nią Front Narodowy zwyciężył w wyborach europejskich we Francji, uzyskując 24 mandaty w PE VIII kadencji, z których jeden przypadł Marine Le Pen. W grudniu 2015 FN uzyskał najwięcej głosów w pierwszej turze wyborów regionalnych (ok. 28%), a jego kandydaci zajęli pierwsze miejsca w wyborach na prezydentów regionów. W drugiej turze FN uległ jednak centroprawicy i lewicy, nie wygrywając w żadnym z regionów. Sama Marine Le Pen przegrała w Nord-Pas-de-Calais-Pikardia z Xavierem Bertrandem.
W 2017 wystartowała w kolejnych wyborach prezydenckich. W pierwszej turze głosowania z 23 kwietnia 2017 otrzymała 7,7 miliona głosów (21,30%), zajmując 2. miejsce spośród 11 pretendentów. Przeszła do drugiej tury głosowania razem z centrystą Emmanuelem Macronem, który uzyskał poparcie na poziomie 24,01%. Spośród kandydatów, którzy przegrali w pierwszej turze, oddanie na nią głosu zadeklarował Nicolas Dupont-Aignan.
24 kwietnia 2017 na czas dalszej kampanii wyborczej ustąpiła z funkcji przewodniczącej Frontu Narodowego. 7 maja 2017 w drugiej turze głosowania dostała 10,6 miliona głosów (33,90%), przegrywając tym samym ze swoim konkurentem Emmanuelem Macronem. Osiem dni później ponownie objęła kierownictwo swojej partii.
W wyborach parlamentarnych w tym samym roku uzyskała mandat deputowanej do Zgromadzenia Narodowego XV kadencji w jednym z okręgów departamentu Pas-de-Calais. W czerwcu 2018 kierowany wciąż przez nią FN przyjął nową nazwę – Zjednoczenie Narodowe.
13 września 2021 w związku z kampanią przed wyborami prezydenckimi w 2022 ustąpiła z funkcji przewodniczącej RN. W pierwszej turze głosowania prezydenckiego z 10 kwietnia 2022 otrzymała 8,1 miliona głosów (23,15%), zajmując 2. miejsce spośród 12 pretendentów. Przeszła do drugiej tury z ubiegającym się o reelekcję Emmanuelem Macronem, który uzyskał poparcie na poziomie 27,85%. 24 kwietnia 2022 w drugiej turze głosowania dostała 13,3 miliona głosów (41,46%), przegrywając ponownie ze swoim konkurentem.
W wyborach parlamentarnych w 2022 z powodzeniem ubiegała się o reelekcję do niższej izby francuskiego parlamentu. Jej ugrupowanie uzyskało wówczas najlepszy wynik w historii, zdobywając 89 mandatów w Zgromadzeniu Narodowym. Nie zdecydowała się na powrót na funkcję przewodniczącej partii, której kierownictwo przejął jej bliski współpracownik Jordan Bardella. W 2024 po raz kolejny została wybrana na deputowaną krajową.
Została objęta postępowaniem karnym w sprawie sprzeniewierzenia funduszy Parlamentu Europejskiego w kwocie blisko 3 milionów euro; znalazła się w grupie eurodeputowanych swojego ugrupowania, którym zarzucono fikcyjne zatrudnianie asystentów, którzy tymczasem faktycznie pracowali na rzecz partii. 31 marca 2025 w pierwszej instancji została uznana za winną i skazana na karę 4 lat pozbawienia wolności (częściowo w warunkach dozoru elektronicznego) oraz na grzywnę; orzeczono także pięcioletni zakaz ubiegania się o funkcje publiczne. Marine Le Pen proces uznała za motywowany politycznie.

## Poglądy
W zakresie polityki zagranicznej Marine Le Pen zadeklarowała poparcie dla izolacjonizmu Francji. Sprzeciwiała się zachodniej interwencji w wojnie domowej w Libii w 2011 oraz planom akcji zbrojnej w Syrii. Po aneksji Krymu przez Rosję odwiedziła Moskwę, gdzie spotkała się z przewodniczącym Dumy Państwowej Siergiejem Naryszkinem i poparła forsowany przez Rosję postulat tzw. federalizacji Ukrainy. Marine Le Pen opowiedziała się za utworzeniem osi Paryż-Berlin-Moskwa i chciałaby wraz z Władimirem Putinem „bronić wartości chrześcijańskich w dziedzictwie europejskim”. Samego Władimira Putina określiła jako patriotę. Przy wsparciu związanego z rosyjskim prezydentem oligarchy Konstantina Małofiejewa uzyskiwała pożyczki w rosyjskim banku na kampanię wyborczą. W 2022, po rozpoczęciu przez Rosję inwazji na Ukrainę, Marine Le Pen nakazała wycofać swoje ulotki wyborcze, na których widniała jej fotografia z rosyjskim prezydentem.
Publicznie wyraziła pogląd, że Francja nie jest odpowiedzialna za obławę Vel d'Hiv, ponieważ dokonał jej marionetkowy rząd Vichy.

## Życie prywatne
Od czerwca 1997 do kwietnia 2000 Marine Le Pen była żoną przedsiębiorcy Francka Chauffroy, z którym ma troje dzieci (wszystkie ochrzczone w prowadzonym przez integrystów kościele Saint Nicolas du Chardonnet w Paryżu). Od grudnia 2002 do czerwca 2006 była żoną Érica Iorio, który pełnił funkcję sekretarza generalnego FN. Po drugim rozwodzie jej partnerem życiowym został polityk Louis Aliot, z którym była związana w latach 2009–2019.